# Jerzy Buzek
Jerzy Karol Buzek es un ingeniero químico y político polaco. Fue primer ministro de Polonia entre 1997 y 2001. Eurodiputado desde 2004 por el Partido Popular Europeo. Fue presidente del Parlamento Europeo desde 2009 hasta 2012.

## Biografía
Miembro de una familia silesia de religión luterana implicada en la política polaca de entreguerras, nació en 1940 en Smilowice, una aldea de la región de Zaolzie hoy perteneciente a la República Checa y que entonces estaba anexada al III Reich alemán, si bien creció y se educó en Chorzów, cerca de Katowice. Estudió en el departamento de Ingeniería de la Energía de la Universidad Politécnica de Silesia y tras licenciarse en 1963 entró a trabajar de investigador científico en el Instituto de Ingeniería Química de Gliwice, dependiente de la Academia Polaca de Ciencias. 
Al cabo de unos años se formó una sólida especialización en la depuración de aguas sulfuradas y escribió diversos artículos sobre modelos teóricos para la optimización de los procesos químicos empleados, algunos de los cuales se convirtieron en patentes. A principios de los años setenta disfrutó en la Universidad de Cambridge de una beca de investigación concedida por el British Council. Ejerció asimismo la docencia, en las universidades politécnicas de Silesia, Opole y Częstochowa. 
Su esposa, Ludgarda, colega de estudios y de profesión, es profesora de Química en la Akademia Polonijna de Czestochowa, de la que ha sido vicerrectora y rectora, así como investigadora en el Instituto de Ingeniería Química de la Academia Polaca de Ciencias. La única hija de la pareja, Agata Buzek, nacida en 1976, es una conocida actriz de cine y televisión polacos, con algunas incursiones en la televisión alemana.

## Activismo político

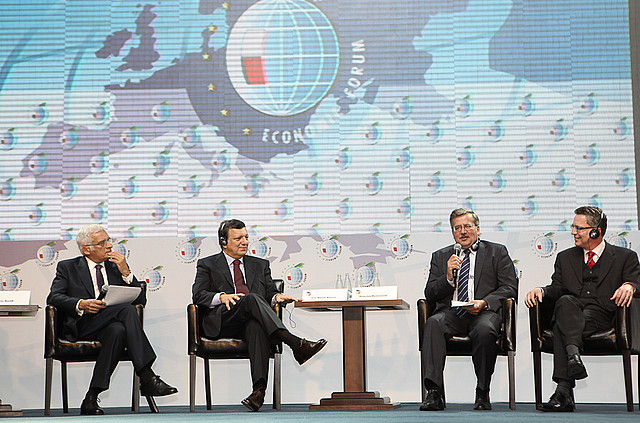
XX Foro Económico Mundial Bronisław Komorowski, Jerzy Buzek y José Manuel Barroso.

El ingeniero estuvo activo en el sindicalismo independiente desde la formación de Solidaridad en septiembre de 1980 bajo el liderazgo de Lech Walesa. Buzek copresidió los trabajos del I Congreso Nacional de Solidaridad, celebrado en Gdansk del 5 de septiembre al 7 de octubre de 1981, y hasta la declaración por el general Wojciech Jaruzelski, primer secretario del gobernante Partido Obrero Unificado Polaco (PZPR) y primer ministro, de la ley marcial en diciembre de aquel año, que acarreó la prohibición del sindicato y la represión de sus miembros, sus tareas estuvieron centradas en el reclutamiento de militantes. 
A raíz del autogolpe autoritario del régimen comunista, Buzek, en la clandestinidad, se encargó de recomponer la organización sindical en la región de Silesia, reforzando su posición como una de las autoridades nacionales de Solidaridad. Tras los pactos de la Mesa Redonda Gobierno-Solidaridad de 1989, que principiaron la transición polaca a la democracia y abrieron un esquema provisional de poder compartido, Buzek figuró en las mesas directivas de los sucesivos congresos nacionales del sindicato entendido como tal, ya que del movimiento Solidaridad, donde convivían diversas orientaciones ideológicas, fue emanando todo un repertorio de grupos y partidos de naturaleza ya puramente política. 
En el primer tramo de la década de los noventa, cuando Walesa presidía la República y la joven democracia parlamentaria experimentaba los vaivenes propios de un sistema de partidos excesivamente fragmentado, Buzek, a diferencia de otros reputados organizadores e intelectuales fogueados en las luchas sindicales, no hizo el salto a la política profesional y prefirió seguir sirviendo a la Solidaridad gremial como experto en cuestiones económicas y organizador de sus asambleas. 
En el VIII Congreso Nacional, celebrado en Poznań del 26 al 28 de junio de 1996, el sindicato decidió auspiciar un frente político para derrotar en las elecciones legislativas de 1997 al Gobierno de coalición que desde 1993 lideraba la Alianza de la Izquierda Democrática (SLD), cuyo miembro principal era el partido Social Democracia de la República de Polonia (SdRP, el heredero reconvertido del extinto PZPR). 
La iniciativa se concretó en la alianza Acción Electoral Solidaridad (AWS), que agrupó a una treintena larga de partidos y organizaciones, algunos católicos confesionales y fuertemente conservadores, del centro y la derecha. La mayoría de los integrantes de la AWS procedía del semillero de Solidaridad, que como movimiento político se había disgregado entre 1990 y 1991, una diseminación responsable de que en las elecciones de septiembre de 1993 todo este campo ideológico, amplio aunque de contornos borrosos, se quedara sin representación parlamentaria. 
El proyecto AWS se reveló como un éxito al ganar los comicios del 21 de septiembre de 1997 con el 33,8% de los votos y 201 escaños, el de Buzek entre ellos, si bien se trató sólo de una mayoría simple. Para el gran público, Buzek era básicamente un desconocido, así que sorprendió el anuncio hecho el 15 de octubre por la AWS de que el ingeniero era su candidato a primer ministro. En la decisión pesó sin duda la opinión de Marian Krzaklewski, presidente tanto de Solidaridad como de la AWS. Su amistad con Buzek se remontaba a los años de la ley marcial, cuando este le animó a unirse a la organización de Walesa; últimamente, además, Buzek asesoraba a Krzaklewski en temas económicos. 
La nominación de Buzek fue bien acogida por el partido liberal Unión de la Libertad (UW), que aceptó formar parte de un gobierno de coalición. Para la dirigencia de la UW, Buzek garantizaba la continuidad de las políticas de mercado, ya que, como uno de los expertos economistas de la AWS, había participado en el diseño de un programa centrado en el desarrollo de la pequeña y la mediana empresa. También expresó sus parabienes la muy influyente Iglesia Católica, a pesar de adscribirse Buzek a la fe protestante, por lo demás practicada solo por unas decenas de miles de polacos.
| Predecesor: Hans-Gert Pöttering | Presidente del Parlamento Europeo 2009 - 2012 | Sucesor: Martin Schulz |